# Waco: The Rules of Engagement
Waco: The Rules of Engagement ist ein US-amerikanischer Dokumentarfilm von William Gazecki aus dem Jahr 1997. Der Film wurde 1997 mit einem Emmy Award ausgezeichnet und 1998 für den Oscar für den besten Dokumentarfilm nominiert.

## Inhalt
Die Dokumentation befasst sich mit der Belagerung der Branch Davidians um David Koresh durch US-Bundesbehörden 1993 nahe Waco in Texas. Der Film beginnt mit einer kurzen Darstellung der Geschichte der Gruppe, gefolgt von der Darstellung des ersten Versuchs einer Durchsuchung durch das Bureau of Alcohol, Tobacco and Firearms und die folgende Belagerung durch das FBI, sowie die folgenden Untersuchungen durch den Kongress.  Anders als der Narrativ des offiziellen Abschlussberichts und der meisten Medien zeichnete Gazecki dabei Koresh nicht als eine Figur, die mit Jim Jones vergleichbar war. Der Film vertritt die These, dass die Belagerung der Branch Davidianer ein Fall von Machtmissbrauch der Regierung war.

## Veröffentlichung
Der Film feierte Premiere im Januar 1997 beim Sundance Film Festival. Er wurde danach bei zahlreichen weiteren Festivals gezeigt.

## Rezeption
Der Film ist umstritten.
Das International Documentary Film Festival Amsterdam stufte 2002 den Film als mittlerweile klassische investigative Dokumentation ein, die zeige wie leicht die Regierung die öffentliche Meinung gegen Abweichler manipulieren könne. Waco: The Rules of Engagement sei laut Kino-Zeit ein Beispiel für Dokumentationen, die abgeschlossene Fälle auch vor der True-Crime-Welle im Fernsehen einen angeschlossenen Fall neu eröffneten und ihm eine neue Wendung gaben. Der Film habe sogar bis 2001 andauernde Nachermittlungen ausgelöst. Dem Film folgten andere Dokumentationen in Film, Fernsehen und auf Podcasts.
Die zeitgenössischen Besprechungen waren gut.
Joe Leydon attestierte Waco: The Rules of Engagement in einer Kurzbesprechung in Variety im Erscheinungsjahr, dass der Film geboren sei für Fernsehausstrahlungen und Filmfestivals. Die Länge des Films sei aber ein kommerzielles Handicap. Stephen Holden hob 1997 in seiner kritischen Besprechung in der New York Times den Mangel an Aufgeregtheit von Waco: The Rules of Engagement hervor. Statt direkt an Emotionen zu appellieren, habe der Film den gebildeten und distanzierten Ton einer Gerichtsuntersuchung.
Für Roger Ebert war die Dokumentation 1997 aus drei Gründen überzeugend.
1. Der Film zeige Aussagen beider Seiten und vermeide billige Bilder.
2. Kritiker der Regierung seien nicht einfach Anwälte der Branch Davidians, sondern auch durchschnittliche Amerikaner wie Texas Rangers, der örtliche Sheriff oder FBI-Fotografen.
3. Die Augen der Befragten. Während die Augen der Betroffenen ehrlich schienen, schienen die Augen der Regierungsvertreter geübten Vorlagen zu folgen. Besonders schädigend sei die Aussage der Attorney General Janet Reno gewesen.[7]

Bereits anlässlich der Oscarnominierung wurde demgegenüber kritisiert, dass der Film nicht ausgewogen sei und teilweise falsch, etwa zur Frage wer den Brand ausgelöst habe. Der Oscar könne damit Verschwörungstheorien adeln. Das Southern Poverty Law Center wies 1998 in seinem Intelligence Report darauf hin, dass der Film auf Webseiten und Veröffentlichungen des für Verschwörungstheorien anfälligen rechten Patriot Movement vielzitiert sei. Es würden zahlreiche Beweise gegen die Grundthese, dass Massenmorde durch die Regierung in den USA möglich sei, ignoriert. Dies seien unter anderem die Verurteilung von elf überlebenden Davidianern für Totschlag, Aufzeichnungen von Koresh über das Legen des Feuers, und beeidigten Aussagen von Journalistin zur Eröffnung des Schusswaffenfeuers. Der Film sei kaum mehr als Propaganda. Im linken Daily Beast wurde 25 Jahre nach den Vorfällen in Waco diesem Dokumentarfilm und anderen Dokumentationen vorgeworfen, dass wesentliche Fakten falsch dargestellt worden seien. Im Falle von Waco: Rules of Engagement  sei dies darauf zurückzuführen, dass der Film zu stark auf den Thesen von Michael McNulty beruhe. McNulty sei Ermittler für die Strafverteidigung von Timothy McVeigh gewesen, der seinen Bombenanschlag unter anderem mit Waco entschuldigt habe.

## Auszeichnungen und Nominierungen
- IDA Award: 1997 Auszeichnung als bester abendfüllender Dokumentarfilm[11]

- Melbourne International Film Festival: Auszeichnung als populärste Dokumentation 1997[11]

- Society of Texas Film Critics Awards: Auszeichnung als bester Dokumentarfilm 1997[11]

- Emmy Awards: Die Dokumentation wurde 1999 nach einer Ausstrahlung bei HBO mit dem Emmy für investigativen Journalismus geehrt.[12]

- Oscars: 1998 Nominierung als bester Dokumentarfilm. Die Auszeichnung ging aber an Rabbi Marvin Hier und Richard Trank für Ins Gelobte Land[13]